# Connarus longistipitatus
Connarus longistipitatus är en tvåhjärtbladig växtart som beskrevs av Ernest Friedrich Gilg. Connarus longistipitatus ingår i släktet Connarus och familjen Connaraceae. Inga underarter finns listade i Catalogue of Life.